# Reprezentacja Austrii w skokach narciarskich
Reprezentacja Austrii w skokach narciarskich – grupa skoczków narciarskich wybrana do reprezentowania Austrii w międzynarodowych zawodach przez Austriacki Związek Narciarski (Österreichischen Skiverbands).
W Austrii reprezentacja narodowa podzielona jest zarówno na kadry, jak i na grupy treningowe. Trenerzy i członkowie sztabu są przydzielani do każdej grupy treningowej, nie do kadr. Najwyższą kadrą jest kadra narodowa, zaś najniższą grupą jest grupa I.

## Kadra na sezon 2025/2026
Centralnym szkoleniem objęto 30 mężczyzn i 14 kobiet, podzielonych na 4 kadry.

### Mężczyźni

#### Kadra narodowa
- Manuel Fettner
- Jan Hörl
- Daniel Huber
- Stefan Kraft
- Maximilian Ortner
- Daniel Tschofenig

#### Kadra A
- Clemens Aigner
- Philipp Aschenwald
- Niklas Bachlinger
- Stephan Embacher
- Markus Müller
- Jonas Schuster
- Maximilian Steiner

#### Kadra B
- Lukas Haagen
- Nikolaus Humml
- Hannes Landerer
- Johannes Pölz
- Julijan Smid
- Jakob Steinberger
- Simon Steinberger
- Clemens Vinatzer
- Raffael Zimmermann

#### Kadra C
- Arno Diethart
- David Gruber
- Fabian Held
- Fabian Höll
- Fabian Plank
- David Rarej
- Matthias Wieser
- Maximilian Zaller

### Kobiety

#### Kadra narodowa
- Lisa Eder
- Julia Mühlbacher
- Eva Pinkelnig
- Jacqueline Seifriedsberger

#### Kadra A
- Marita Kramer
- Chiara Kreuzer
- Hannah Wiegele

#### Kadra B
- Meghann Wadsak

#### Kadra C
- Elisa Deubler
- Magdalena Dobler
- Sara Pokorny
- Sahra Schuller
- Pia Stütz
- Luise Tritscher

## Kadra na sezon 2024/2025
Utworzone zostały po 4 kadry męskie i kobiece, do których powołano 30 zawodników i 13 zawodniczek.

### Mężczyźni

#### Kadra narodowa
- Manuel Fettner
- Michael Hayböck
- Jan Hörl
- Daniel Huber
- Stefan Kraft
- Daniel Tschofenig

#### Kadra A
- Clemens Aigner
- Philipp Aschenwald
- Stephan Embacher
- Clemens Leitner
- Francisco Mörth
- Markus Müller
- Maximilian Ortner
- Jonas Schuster
- Maximilian Steiner

#### Kadra B
- Lukas Haagen
- Fabian Held
- Hannes Landerer
- Johannes Pölz
- Simon Steinberger
- Clemens Vinatzer
- Marco Wörgötter

#### Kadra C
- Tobias Bachleitner
- Thomas Benedik
- Nikolaus Humml
- Maximilian Moosbrugger
- Fabian Plank
- Jakob Steinberger
- Matthias Wieser
- Maximilian Zaller

### Kobiety

#### Kadra narodowa
- Lisa Eder
- Marita Kramer
- Eva Pinkelnig
- Jacqueline Seifriedsberger

#### Kadra A
- Chiara Kreuzer
- Julia Mühlbacher
- Hannah Wiegele

#### Kadra B
- Katharina Ellmauer

#### Kadra C
- Elisa Deubler
- Sara Pokorny
- Sahra Schuller
- Luise Tritscher
- Meghann Wadsak

## Kadra na sezon 2023/2024
Utworzono po 4 kadry mężczyzn i kobiet, w których znalazło się 31 zawodników i 14 zawodniczek.

### Mężczyźni

#### Kadra narodowa
- Manuel Fettner
- Michael Hayböck
- Jan Hörl
- Daniel Huber
- Stefan Kraft
- Daniel Tschofenig

#### Kadra A
- Clemens Aigner
- Philipp Aschenwald
- Clemens Leitner
- Maximilian Steiner

#### Kadra B
- Niklas Bachlinger
- Stephan Embacher
- André Fussenegger
- Hannes Landerer
- Markus Müller
- Louis Obersteiner
- Maximilian Ortner
- Johannes Pölz
- Jonas Schuster
- Julijan Smid
- Marco Wörgötter
- Raffael Zimmermann

#### Kadra C
- Jonas Gruber
- Lukas Haagen
- Fabian Held
- Nikolaus Humml
- Tobias Hussl
- Jakob Steinberger
- Simon Steinberger
- Clemens Vinatzer
- Matthias Wieser

### Kobiety

#### Kadra narodowa
- Lisa Eder
- Daniela Iraschko-Stolz
- Marita Kramer
- Chiara Kreuzer
- Julia Mühlbacher
- Eva Pinkelnig
- Jacqueline Seifriedsberger

#### Kadra A
- Katharina Ellmauer
- Hannah Wiegele

#### Kadra B
- Vanessa Moharitsch

#### Kadra C
- Sophie Kothbauer
- Sara Pokorny
- Sahra Schuller
- Meghann Wadsak

## Kadra na sezon 2022/2023
Centralnym szkoleniem objęto 32 mężczyzn i 14 kobiet. Dla obu grup utworzono po 4 kadry. Zawodników rozdzielono pomiędzy niepokrywające się z kadrami grupy treningowe: 5 u mężczyzn i 3 u kobiet. Trenerem pierwszej grupy treningowej mężczyzn pozostał Andreas Widhölzl, drugiej – Florian Liegl, a pierwszej grupy kobiet – Harald Rodlauer.

### Mężczyźni

#### Kadra narodowa
- Manuel Fettner (gr. 1)
- Jan Hörl (gr. 1)
- Daniel Huber (gr. 1)
- Stefan Kraft (gr. 1)

#### Kadra A
- Philipp Aschenwald (gr. 1)
- Michael Hayböck (gr. 1)
- Daniel Tschofenig (gr. 1)
- Clemens Aigner (gr. 3)
- Thomas Lackner (gr. 3)
- Ulrich Wohlgenannt (gr. 3)

#### Kadra B
- David Haagen (gr. 2)
- Hannes Landerer (gr. 2)
- Elias Medwed (gr. 2)
- Francisco Mörth (gr. 2)
- Markus Müller (gr. 2)
- Maximilian Ortner (gr. 2)
- Stefan Rainer (gr. 2)
- Marco Wörgötter (gr. 2)
- Niklas Bachlinger (gr. 3)
- Timon-Pascal Kahofer (gr. 3)
- Mika Schwann (gr. 3)
- André Fussenegger (gr. 4)
- Louis Obersteiner (gr. 4)
- Jonas Schuster (gr. 4)

#### Kadra C
- Julijan Smid (gr. 4)
- Raffael Zimmermann (gr. 4)
- Stephan Embacher (gr. 5)
- Elia Ernst (gr. 5)
- Lukas Haagen (gr. 5)
- Johannes Pölz (gr. 5)
- Jakob Steinberger (gr. 5)
- Simon Steinberger (gr. 5)

### Kobiety

#### Kadra narodowa
- Lisa Eder (gr. 1)
- Daniela Iraschko-Stolz (gr. 1)
- Marita Kramer (gr. 1)
- Eva Pinkelnig (gr. 1)
- Jacqueline Seifriedsberger (gr. 1)

#### Kadra A
- Chiara Kreuzer (gr. 1)
- Julia Mühlbacher (gr. 1)
- Hannah Wiegele (gr. 2)
- Sophie Sorschag (brak grupy treningowej – zawodniczka kontuzjowana)

#### Kadra B
- Katharina Ellmauer (gr. 2)
- Vanessa Moharitsch (gr. 2)

#### Kadra C
- Sophie Kothbauer (gr. 2)
- Sahra Schuller (gr. 2)
- Meghann Wadsak (gr. 3)

## Kadra na sezon 2021/2022
Utworzone zostały po 4 kadry męskie i kobiece, do których powołano 32 zawodników i 13 zawodniczek.

### Mężczyźni

#### Kadra narodowa
- Philipp Aschenwald
- Michael Hayböck
- Jan Hörl
- Daniel Huber
- Stefan Kraft

#### Kadra A
- Niklas Bachlinger
- Manuel Fettner
- Thomas Lackner
- Stefan Rainer
- Markus Schiffner
- Maximilian Steiner
- Ulrich Wohlgenannt

#### Kadra B
- David Haagen
- Timon-Pascal Kahofer
- Hannes Landerer
- Clemens Leitner
- Elias Medwed
- Claudio Mörth
- Francisco Mörth
- Markus Müller
- Maximilian Ortner
- Peter Resinger
- Jonas Schuster
- Julijan Smid
- Daniel Tschofenig
- Marco Wörgötter

#### Kadra C
- André Fussenegger
- Elias Kogler
- Dominik Kulmitzer
- Louis Obersteiner
- Johannes Pölz
- Raffael Zimmermann

### Kobiety

#### Kadra narodowa
- Daniela Iraschko-Stolz
- Marita Kramer
- Chiara Kreuzer
- Eva Pinkelnig
- Jacqueline Seifriedsberger
- Sophie Sorschag

#### Kadra A
- Lisa Eder
- Julia Mühlbacher
- Hannah Wiegele

#### Kadra B
- Katharina Ellmauer
- Vanessa Moharitsch

#### Kadra C
- Sophie Kothbauer
- Sahra Schuller

## Kadra na sezon 2020/2021
Utworzono po 4 kadry męskie i kobiece. Nowym trenerem męskiej reprezentacji Austrii został Andreas Widhölzl.

### Mężczyźni

#### Kadra narodowa
- Philipp Aschenwald
- Michael Hayböck
- Stefan Kraft

#### Kadra A
- Clemens Aigner
- Jan Hörl
- Daniel Huber
- Stefan Huber
- Clemens Leitner
- Gregor Schlierenzauer

#### Kadra B
- Niklas Bachlinger
- David Haagen
- Maximilian Lienher
- Elias Medwed
- Claudio Mörth
- Francisco Mörth
- Markus Müller
- Stefan Rainer
- Peter Resinger
- Josef Ritzer
- Markus Rupitsch
- Marco Wörgötter

#### Kadra C
- Elias Kogler
- Florian Kröll
- Jannik Morin
- Louis Obersteiner
- Maximilian Ortner
- Jonas Schuster
- Julijan Smid
- Daniel Tschofenig
- Raffael Zimmermann

### Kobiety

#### Kadra narodowa
- Chiara Hölzl
- Daniela Iraschko-Stolz
- Marita Kramer
- Eva Pinkelnig
- Jacqueline Seifriedsberger

#### Kadra A
- Lisa Eder
- Sophie Sorschag

#### Kadra B
- Vanessa Moharitsch
- Julia Mühlbacher

#### Kadra C
- Katharina Ellmauer
- Julia Huber
- Sophie Kothbauer
- Claudia Purker
- Elisabeth Raudaschl
- Hannah Wiegele

## Kadra na sezon 2019/2020
Utworzone zostało po 4 kadry dla mężczyzn i kobiet.

### Mężczyźni

#### Kadra narodowa
- Clemens Aigner
- Philipp Aschenwald
- Michael Hayböck
- Daniel Huber
- Stefan Kraft

#### Kadra A
- Manuel Fettner
- Jan Hörl
- Stefan Huber
- Markus Schiffner
- Gregor Schlierenzauer
- Ulrich Wohlgenannt

#### Kadra B
- David Haagen
- Thomas Hofer
- Clemens Leitner
- Maximilian Lienher
- Claudio Mörth
- Stefan Rainer
- Mika Schwann
- Julian Wienerroither

#### Kadra C
- Xavier Aigner
- Michael Hofer
- Florian Kröll
- Hannes Landerer
- Elias Medwed
- Francisco Mörth
- Markus Müller
- Maximilian Ortner
- Peter Resinger
- Josef Ritzer
- Julijan Smid
- Daniel Tschofenig
- Marco Wörgötter

### Kobiety

#### Kadra narodowa
- Chiara Hölzl
- Daniela Iraschko-Stolz
- Eva Pinkelnig
- Jacqueline Seifriedsberger

#### Kadra A
- Lisa Eder
- Marita Kramer
- Claudia Purker
- Elisabeth Raudaschl
- Sophie Sorschag

#### Kadra B
- Julia Huber
- Vanessa Moharitsch

#### Kadra C
- Katharina Ellmauer
- Sophie Mair
- Julia Mühlbacher
- Hannah Wiegele

## Kadra na sezon 2018/2019
Utworzono cztery kadry zarówno dla mężczyzn, jak i dla kobiet. Nowym trenerem reprezentacji mężczyzn został Andreas Felder, a jego asystentami Florian Liegl i Florian Schabereiter. W miejsce Andreasa Feldera trenerem reprezentacji kobiet został Harald Rodlauer, a jego asystentem Stefan Kaiser.

### Mężczyźni

#### Kadra narodowa
- Manuel Fettner
- Andreas Kofler
- Stefan Kraft

#### Kadra A
- Clemens Aigner
- Florian Altenburger
- Philipp Aschenwald
- Michael Hayböck
- Daniel Huber
- Manuel Poppinger
- Gregor Schlierenzauer

#### Kadra B
- Jan Hörl
- Stefan Huber
- Clemens Leitner
- Maximilian Lienher
- Markus Rupitsch
- Mika Schwann
- Ulrich Wohlgenannt

#### Kadra C
- Xavier Aigner
- Niklas Bachlinger
- David Haagen
- Hannes Landerer
- Elias Maurer
- Valentin Praun
- Stefan Rainer
- Peter Resinger
- Noah Valtiner
- Noah Widhölzl
- Julian Wienerroither
- Marco Wörgötter

### Kobiety

#### Kadra narodowa
- Chiara Hölzl
- Daniela Iraschko-Stolz

#### Kadra A
- Lisa Eder
- Jacqueline Seifriedsberger

#### Kadra B
- Julia Huber
- Marita Kramer
- Sophie Mair
- Eva Pinkelnig
- Claudia Purker
- Elisabeth Raudaschl

#### Kadra C
- Katharina Ellmauer
- Vanessa Moharitsch

## Kadra na sezon 2017/2018
W sezonie olimpijskim ponownie utworzono cztery kadry dla mężczyzn, natomiast powstały tylko dwie kadry kobiet. Trenerem kadry mężczyzn pozostał Heinz Kuttin, a kobiet Andreas Felder.

### Mężczyźni

#### Kadra narodowa
- Clemens Aigner
- Manuel Fettner
- Michael Hayböck
- Andreas Kofler
- Stefan Kraft
- Gregor Schlierenzauer

#### Kadra A
- Florian Altenburger
- Daniel Huber
- Stefan Huber
- Manuel Poppinger
- Markus Schiffner
- Maximilian Steiner

#### Kadra B
- Philipp Aschenwald
- Clemens Leitner
- Janni Reisenauer
- Markus Rupitsch
- Mika Schwann
- Elias Tollinger
- Ulrich Wohlgenannt

#### Kadra C
- David Haagen
- Philipp Haagen
- Thomas Hirscher
- Maximilian Lienher
- Elias Maurer
- Maximilian Ortner
- Stefan Rainer
- Peter Resinger
- Maximilian Schmalnauer
- Noah Valtiner
- Julian Wienerroither

### Kobiety

#### Kadra narodowa
- Chiara Hölzl
- Daniela Iraschko-Stolz
- Eva Pinkelnig
- Jacqueline Seifriedsberger

#### Kadra B
- Lisa Eder
- Julia Huber
- Marita Kramer
- Sophie Mair
- Claudia Purker
- Elisabeth Raudaschl

## Kadra na sezon 2016/2017
Ponownie utworzono po cztery poziomy kadrowe dla mężczyzn i dla kobiet.

### Mężczyźni

#### Kadra narodowa
- Michael Hayböck
- Stefan Kraft
- Gregor Schlierenzauer

#### Kadra A
- Clemens Aigner
- Florian Altenburger
- Philipp Aschenwald
- Thomas Diethart
- Manuel Fettner
- Thomas Hofer
- Andreas Kofler
- Manuel Poppinger
- Markus Schiffner
- Ulrich Wohlgenannt

#### Kadra B
- Simon Greiderer
- Daniel Huber
- Stefan Huber
- Clemens Leitner
- Janni Reisenauer
- Markus Rupitsch
- Maximilian Steiner
- Elias Tollinger

#### Kadra C
- Michael Falkensteiner
- Philipp Haagen
- Patrick Kogler
- Maximilian Lienher
- Florian Mittendorfer
- Maximilian Schmalnauer
- Mika Schwann
- Dominik Schwei
- Noah Valtiner
- Julian Wienerroither

### Kobiety

#### Kadra narodowa
- Chiara Hölzl
- Daniela Iraschko-Stolz
- Eva Pinkelnig
- Jacqueline Seifriedsberger

#### Kadra A
- Julia Huber

#### Kadra B
- Claudia Purker
- Elisabeth Raudaschl

#### Kadra C
- Katharina Ellmauer
- Linda Grabner

## Kadra na sezon 2015/2016
Austriacki Związek Narciarski wraz z trenerami utworzył cztery kadry dla mężczyzn i cztery kadry dla kobiet.

### Mężczyźni

#### Kadra narodowa
- Michael Hayböck
- Stefan Kraft
- Gregor Schlierenzauer

#### Kadra A
- Thomas Diethart
- Manuel Fettner
- Andreas Kofler
- Manuel Poppinger
- Ulrich Wohlgenannt

#### Kadra B
- Clemens Aigner
- Philipp Aschenwald
- Simon Greiderer
- Thomas Hofer
- Daniel Huber
- Stefan Huber
- Janni Reisenauer
- Markus Schiffner
- Maximilian Steiner
- Patrick Streitler
- Elias Tollinger

#### Kadra C
- Michael Falkensteiner
- Felix Greber
- Clemens Leitner
- Markus Rupitsch
- Lucas Schaffer
- Maximilian Schmalnauer
- Mika Schwann
- Julian Wienerroither

### Kobiety

#### Kadra narodowa
- Daniela Iraschko-Stolz
- Eva Pinkelnig
- Jacqueline Seifriedsberger

#### Kadra A
- Chiara Hölzl
- Elisabeth Raudaschl

#### Kadra B
- Sonja Schoitsch

#### Kadra C
- Katharina Ellmauer
- Linda Grabner
- Julia Huber
- Timna Moser
- Claudia Purker

## Kadra na sezon 2014/2015
Na stanowisku trenera głównego Alexander Pointner został zastąpiony przez Heinza Kuttina, a jego asystentem został Harald Rodlauer. Utworzono cztery kadry dla mężczyzn i cztery kadry dla kobiet.

### Mężczyźni

#### Kadra narodowa
- Thomas Diethart
- Michael Hayböck
- Andreas Kofler
- Stefan Kraft
- Thomas Morgenstern (we wrześniu 2014 zakończył karierę[16])
- Gregor Schlierenzauer

#### Kadra A
- Manuel Fettner
- Wolfgang Loitzl (w styczniu 2015 zakończył karierę[17])
- Manuel Poppinger

#### Kadra B
- Philipp Aschenwald
- Simon Greiderer
- Daniel Huber
- Stefan Huber
- Johannes Obermayr
- Markus Schiffner
- Christoph Stauder
- Patrick Streitler
- Elias Tollinger
- Ulrich Wohlgenannt

#### Kadra C
- Martin Diess
- Michael Falkensteiner
- Kevin Göschl
- Florian Gugg
- Alexander Hayböck
- Thomas Hofer
- Patrick Kogler
- Jan-Oswald Krassnegger
- Thomas Lackner
- Markus Rupitsch
- Lucas Schaffer
- Maximilian Steiner

### Kobiety

#### Kadra narodowa
- Daniela Iraschko-Stolz
- Jacqueline Seifriedsberger

#### Kadra A
- Chiara Hölzl

#### Kadra B
- Elisabeth Raudaschl

#### Kadra C
- Katharina Keil
- Michaela Kranzl
- Sonja Schoitsch
- Lisa Wiegele

## Kadra na sezon 2013/2014
Utworzono cztery kadry męskie i dwie kobiece.

### Mężczyźni

#### Kadra narodowa
- Manuel Fettner
- Andreas Kofler
- Stefan Kraft
- Wolfgang Loitzl
- Thomas Morgenstern
- Gregor Schlierenzauer

#### Kadra A
- Michael Hayböck
- Martin Koch
- Lukas Müller
- David Zauner

#### Kadra B
- Clemens Aigner
- Florian Altenburger
- Philipp Aschenwald
- Thomas Diethart
- Simon Greiderer
- Johannes Obermayr
- Manuel Poppinger
- Markus Schiffner
- Christoph Stauder
- Patrick Streitler
- Elias Tollinger
- Ulrich Wohlgenannt

#### Kadra C
- Kevin Göschl
- Florian Gugg
- Markus Gruber
- Alexander Hayböck
- Thomas Hofer
- Thomas Lackner
- Martin Schmid
- Maximilian Steiner

### Kobiety

#### Kadra narodowa
- Chiara Hölzl
- Daniela Iraschko-Stolz
- Jacqueline Seifriedsberger

#### Kadra C
- Katharina Keil
- Michaela Kranzl
- Sonja Schoitsch
- Lisa Wiegele

## Kadra na sezon 2012/2013
Skład reprezentacji na kolejny sezon został ujawniony w maju 2012:

### Mężczyźni

#### Kadra narodowa
- Manuel Fettner
- Michael Hayböck
- Martin Koch
- Andreas Kofler
- Wolfgang Loitzl
- Thomas Morgenstern
- Gregor Schlierenzauer
- David Zauner

#### Kadra A
- Mario Innauer
- Stefan Kraft
- Andreas Strolz

#### Kadra B
- Lukas Müller
- Johannes Obermayr
- Manuel Poppinger
- Christoph Stauder
- Ulrich Wohlgenannt

#### Kadra C
- Clemens Aigner
- Philipp Aschenwald
- Simon Greiderer
- Kevin Göschl
- Thomas Hofer
- Daniel Huber
- Stefan Huber
- Björn Koch
- Thomas Lackner
- Elias Tollinger

### Kobiety

#### Kadra narodowa
- Daniela Iraschko
- Jacqueline Seifriedsberger

#### Kadra C
- Katharina Keil
- Sonja Schoitsch
- Cornelia Roider

## Kadra na sezon 2011/2012
Trenerem kadry narodowej pozostał Alexander Pointner.

### Mężczyźni

#### Kadra narodowa
- Manuel Fettner
- Martin Koch
- Andreas Kofler
- Wolfgang Loitzl
- Thomas Morgenstern
- Gregor Schlierenzauer
- Stefan Thurnbichler
- David Zauner

#### Kadra A
- Michael Hayböck
- Mario Innauer
- Andreas Strolz

#### Kadra B
- Thomas Diethart
- Daniel Huber
- Stefan Kraft
- Thomas Lackner
- Lukas Müller
- Manuel Poppinger
- Markus Schiffner
- Thomas Thurnbichler
- David Unterberger

#### Kadra C
- Clemens Aigner
- Florian Altenburger
- Kevin Göschl
- Florian Gugg
- Björn Koch
- Johannes Obermayr
- Christian Reiter
- Christoph Stauder
- Ulrich Wohlgenannt

### Kobiety

#### Kadra narodowa
- Daniela Iraschko
- Jacqueline Seifriedsberger

#### Kadra B
- Katharina Keil
- Cornelia Roider

#### Kadra juniorska
- Chiara Hölzl
- Michaela Kranzl
- Verena Pock
- Elisabeth Raudaschl
- Sonja Schoitsch
- Lisa Wiegele

## Kadra na sezon 2010/2011
Trenerem kadry narodowej mężczyzn pozostał Alexander Pointner.

### Mężczyźni

#### Kadra narodowa
- Martin Koch
- Andreas Kofler
- Wolfgang Loitzl
- Thomas Morgenstern
- Lukas Müller
- Gregor Schlierenzauer
- David Zauner

#### Kadra A
- Manuel Fettner
- Michael Hayböck
- Mario Innauer
- Florian Schabereiter
- Stefan Thurnbichler
- David Unterberger

#### Kadra B
- Thomas Diethart
- Markus Eggenhofer
- Björn Koch
- Thomas Lackner
- Johannes Obermayr
- Markus Schiffner
- Andreas Strolz

### Kobiety

#### Kadra A
- Daniela Iraschko
- Jacqueline Seifriedsberger

#### Kadra B
- Katharina Keil
- Cornelia Roider

## Kadra na sezon 2009/2010

### Sztab szkoleniowy
Pierwszym trenerem kadry mężczyzn był Alexander Pointner, drugim Marc Nölke, zaś trenerem II grupy treningowej Klaus Huber.

### Mężczyźni

#### Kadra narodowa
- Martin Koch
- Andreas Kofler
- Wolfgang Loitzl
- Thomas Morgenstern
- Gregor Schlierenzauer

#### Kadra A
- Markus Eggenhofer
- Manuel Fettner
- Daniel Lackner
- Lukas Müller
- Stefan Thurnbichler
- David Zauner

#### Kadra B
- Michael Hayböck
- Stefan Hayböck
- Roland Müller
- Manuel Poppinger
- Florian Schabereiter
- Balthasar Schneider
- Andreas Strolz
- Thomas Thurnbichler
- David Unterberger

#### Kadra C
- Thomas Diethart
- Lukas Dilitz
- Mario Innauer
- Björn Koch
- Stefan Kraft
- Thomas Lackner
- Johannes Lenz
- Johannes Obermayr
- Elias Pfannenstill
- Markus Schiffner
- Christoph Stauder

### Kobiety

#### Kadra A
- Daniela Iraschko
- Jacqueline Seifriedsberger

#### Kadra B
- Katharina Keil

## Kadra na sezon 2008/2009

### Sztab szkoleniowy
Pierwszym trenerem mężczyzn był Alexander Pointner, a drugim Marc Nölke. Trenerem kadry kobiet był Gerald Daringer.

### Kadra narodowa
- Manuel Fettner
- Bastian Kaltenböck
- Martin Koch
- Andreas Kofler
- Wolfgang Loitzl
- Thomas Morgenstern
- Gregor Schlierenzauer

### Kadra A
- Mario Innauer
- Roland Müller
- Arthur Pauli
- Balthasar Schneider
- Stefan Thurnbichler

### Kadra B
- Markus Eggenhofer
- Nicolas Fettner
- Daniel Lackner
- Johannes Lenz
- Manuel Poppinger
- Florian Schabereiter
- Andreas Strolz
- Thomas Thurnbichler
- David Unterberger

### Kadra C
- Lukas Bergmann
- Thomas Diethart
- Michael Hayböck
- Stefan Hayböck
- Lukas Müller
- Sebastian Sperl

### Kadra rezerwowa
- David Fallman
- Stefan Kaiser

### Kadra A kobiet
- Daniela Iraschko
- Jacqueline Seifriedsberger

## Kadra na sezon 2007/2008

### Sztab szkoleniowy
Pierwszym trenerem mężczyzn był Alexander Pointner, a drugim Marc Nölke.

### Kadra narodowa
- Martin Höllwarth
- Martin Koch
- Andreas Kofler
- Wolfgang Loitzl
- Thomas Morgenstern
- Arthur Pauli
- Gregor Schlierenzauer

### Kadra A
- Manuel Fettner
- Mario Innauer
- Bastian Kaltenböck
- Balthasar Schneider
- Stefan Thurnbichler
- Andreas Widhölzl

### Kadra B
- Markus Eggenhofer
- Daniel Lackner
- Roland Müller
- Andreas Strolz
- Thomas Thurnbichler
- David Unterberger

### Kadra C
- Andreas Eibisberger
- Michael Hayböck
- Stefan Hayböck
- Johannes Lenz
- Martin Machreich
- Manuel Poppinger
- Florian Schabereiter

### Grupa treningowa
- David Fallmann
- Nicolas Fettner
- Stefan Innerwinkler
- Stefan Kaiser
- Gerald Wambacher

### Kobiety
- Daniela Iraschko (kadra A)
- Jacqueline Seifriedsberger (kadra B)
- Tanja Drage (kadra C)

## Kadra na sezon 2006/2007

### Sztab szkoleniowy
Pierwszym trenerem mężczyzn był Alexander Pointner, a drugim Marc Nölke.

### Kadra narodowa
- Martin Koch
- Andreas Kofler
- Thomas Morgenstern
- Andreas Widhölzl

### Kadra A
- Manuel Fettner
- Mathias Hafele
- Martin Höllwarth
- Bastian Kaltenböck
- Stefan Kaiser
- Daniel Lackner
- Florian Liegl
- Wolfgang Loitzl
- Balthasar Schneider
- Stefan Thurnbichler
- Gerald Wambacher

### Kadra B
- Mario Innauer
- Roland Müller
- Arthur Pauli
- Gregor Schlierenzauer
- Andreas Strolz
- Thomas Thurnbichler

### Kadra C
- Lukas Bergmann
- Lukas Dilits
- Michael Hayböck
- Stefan Hayböck
- Manuel Poppinger

## Kadra na sezon 2005/2006

### Sztab szkoleniowy
Pierwszym trenerem mężczyzn był Alexander Pointner, pozostałymi Alexander Diess, Harald Haim i Werner Schuster.

### Kadra narodowa
- Martin Höllwarth
- Wolfgang Loitzl
- Thomas Morgenstern
- Andreas Widhölzl

### Kadra A
- Manuel Fettner
- Andreas Goldberger
- Mathias Hafele
- Stefan Kaiser
- Martin Koch
- Andreas Kofler
- Florian Liegl
- Roland Müller
- Balthasar Schneider
- Stefan Thurnbichler

### Kadra B
- Nicolas Fettner
- Bastian Kaltenböck
- Christoph Lenz
- Christian Nagiller
- Arthur Pauli
- Gregor Schlierenzauer

### Kadra C
- Mario Innauer
- Daniel Katzian
- Andreas Strolz
- Thomas Thurnbichler
- David Unterberger

## Kadra na sezon 2004/2005
Pierwszym trenerem kadry narodowej został Alexander Pointner, a jego asystentami Richard Schallert i Michael Beismann. Zawodnicy, którzy znaleźli się w kadrze, to Andreas Goldberger, Martin Höllwarth, Andreas Kofler, Wolfgang Loitzl, Thomas Morgenstern i Andreas Widhölzl. W kadrze A znaleźli się Stefan Kaiser, Martin Koch, Florian Liegl, Stefan Thurnbichler, Roland Müller, Christian Nagiller, Balthasar Schneider i Reinhard Schwarzenberger. Do kadry B powołani zostali Manuel Fettner, Nicolas Fettner, Christoph Lenz, Christoph Strickner, Thomas Thurnbichler i Lukas Tschuschnig. Kadra C liczyła 10 zawodników (znaleźli się w niej m.in. Daniel Lackner, Arthur Pauli, Andreas Strolz i Gregor Schlierenzauer), zaś kadra rezerwowa 8 skoczków (byli w niej m.in. Mathias Hafele, Bastian Kaltenböck i Gerald Wambacher).

## Kadra na sezon 2003/2004
W kadrze narodowej (której głównym trenerem był Hannu Lepistö) znaleźli się Andreas Goldberger, Martin Höllwarth, Andreas Kofler, Florian Liegl, Thomas Morgenstern, Christian Nagiller, Reinhard Schwarzenberger i Andreas Widhölzl. Zawodnikami kadry A byli: Mathias Hafele, Bastian Kaltenböck, Martin Koch, Wolfgang Loitzl, Stefan Thurnbichler, Bernhard Metzler i Balthasar Schneider.

## Trenerzy
- Sepp Bradl (1957–1972, z krótką przerwą)
- Max Golser (1972–1974)
- Baldur Preiml (1974–1980)
- Max Golser (1980–1984)
- Paul Ganzenhuber (1984–1988)
- Rupert Gürtler (1988–1989)
- Toni Innauer (1989–1992)
- Heinz Koch (1992–1995)
- Andreas Felder (1995–1997)
- Mika Kojonkoski (1997–1999)
- Alois Lipburger (1999–2001)
- Toni Innauer (2001–2002)
- Hannu Lepistö (2002–2004)
- Alexander Pointner (2004–2014)
- Heinz Kuttin (2014–2018)
- Andreas Felder (2018–2020)
- Andreas Widhölzl (od 2020)